# Bauregelliste
Die Bauregellisten waren bauordnungsrechtlich relevante Veröffentlichungen des Deutschen Institutes für Bautechnik (DIBt). Darin waren die durch die obersten Bauaufsichtsbehörden der Länder bauaufsichtlich eingeführten geregelten und nicht geregelten Bauprodukte und Bauarten sowie die technischen Regeln für Bauprodukte und Bauarten aufgelistet. 
Sie setzten sich zusammen aus den Teilen A (Teil 1, Teil 2 und Teil 3), B (Teil 1 und Teil 2) und C.
Die Bauregellisten wurden bis 2015 halbjährlich aktualisiert und zum Stand 2015/2 eingefroren. Letztmalige wichtige Änderungen erfolgten 2016/1 und 2016/2. 
2018 wurden die Bauregellisten A, B und C aufgehoben. An die Stelle der Bauregellisten trat die Muster-Verwaltungsvorschrift Technische Baubestimmungen.

## Bauregelliste A: Bauprodukte und Bauarten nach den Landesbauordnungen
- Teil 1: In diesem Teil werden Bauprodukte, für die es technische Regeln gibt (also: geregelte Bauprodukte), die Regeln selbst, sowie die bei Abweichung von den technischen Regeln erforderlichen Verwendbarkeitsnachweise aufgeführt. Auf Bauprodukten wird der Übereinstimmungsnachweis durch das Übereinstimmungszeichen kenntlich gemacht.
- Teil 2: Allgemeines bauaufsichtliches Prüfzeugnis (abP) - Auf Bauprodukten wird der Übereinstimmungsnachweis durch das Übereinstimmungszeichen kenntlich gemacht.
- Teil 3: Allgemeines bauaufsichtliches Prüfzeugnis (abP) - Auf Bauprodukten wird der Übereinstimmungsnachweis durch die Übereinstimmungserklärung (des Anwenders) kenntlich gemacht.[2]

## Bauregelliste B: Bauprodukte entsprechend den Richtlinien der EU
- Teil 1: Zusätzliche Verwendbarkeits- oder Übereinstimmungsnachweise sind möglich. Auf Bauprodukten wird der Übereinstimmungsnachweis durch das CE-Zeichen mit Angabe der Klasse oder Leistungsstufe kenntlich gemacht. Ein zusätzliches Übereinstimmungszeichen ist möglich.
- Teil 2: Zusätzliche Verwendbarkeits- oder Übereinstimmungsnachweise. Auf Bauprodukten wird der Übereinstimmungsnachweis durch Übereinstimmungszeichen und CE-Zeichen kenntlich gemacht.[2]

## Bauregelliste C: Bauprodukte von untergeordneter baurechtlicher Bedeutung
- ohne Nachweis -